# Museo Rufino Tamayo (Oaxaca)
El Museo Rufino Tamayo (Oaxaca) o también conocido como Museo de Arte Prehispánico de México, fue creado por el pintor Oaxaqueño del mismo nombre Rufino Tamayo y tiene como propósito dar a conocer todas aquellas fuentes de inspiración del artista, de esta forma todas las piezas dentro de este recinto simbolizan tres de las épocas más representativas del arte mexicano: la prehispánica, la virreinal y la moderna.

## Historia
Su interés a lo largo de su vida tanto de Olga y Rufino Tamayo, por el arte prehispánico a lo largo de su vida y rendirle en parte un homenaje a Oaxaca su lugar de nacimiento a lo que con apoyo del gobierno se le fue otorgada para la exposición de las colecciones de grandes obras que poseía, una de las edificaciones de la época virreinal que se adecuó para que pudiera ser recinto de la piezas como un museo con ayuda del renombrado museográfico Fernando Gamboa.

## Salas de exhibición

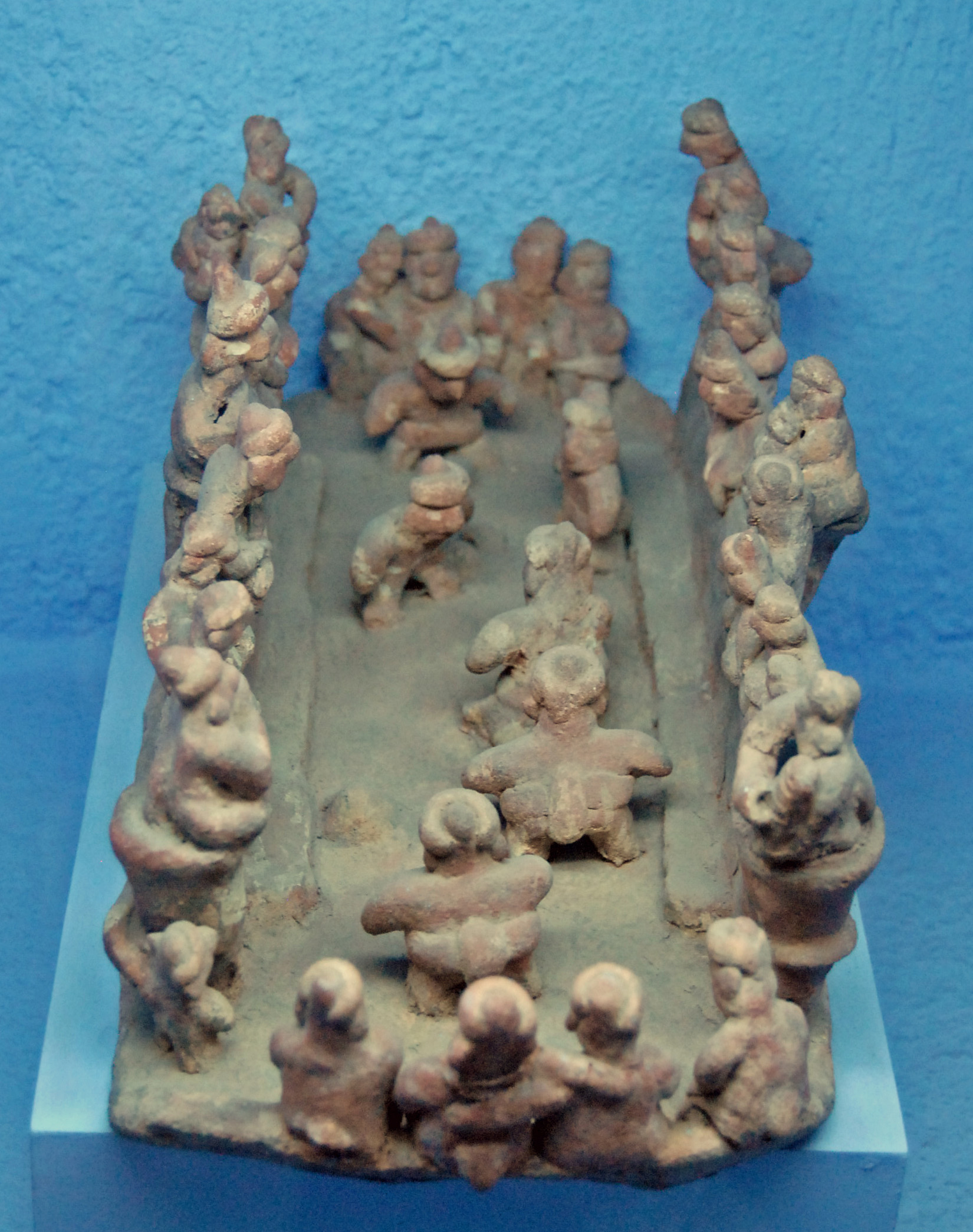
Pieza exhibida de arte prehispánico

Cuenta en su totalidad con 1059 piezas arqueológicas exhibidas solamente 350 provenientes de distintos lugares como Guerrero, Colima, Nayarit, Jalisco, Michoacán entre otras. Todas estas piezas se encuentran dentro de 5 salas que posee el museo cada una pintada acorde a la paleta de colores representativa del artista Rufino Tamayo.